# Meni (tribú 489 aC)
Meni (en llatí Maenius, encara que en alguns manuscrits es llegeix Maevius) va ser un polític romà del segle v aC. Formava part de la gens Mènia, una antiga família d'origen plebeu.
Va proposar una llei llei que va fer un afegit (el dia anomenat instauratitius) als Jocs circenses. Segons Titus Livi això va passar l'any 489 aC el que permet suposar que Meni va ser tribú de la plebs en aquell any.